# Chloroleucon tortum
Espèce
Synonymes
- Cathormion tortum (Mart.) Pittier[1]
- Feuilleea torta (Mart.) Kuntze[1]
- Feuilleea tortum (Mart.) Kuntze[1]
- Pithecellobium tortum Mart.[1] [2]
- Pithecolobium tortum Mart.[1]

Statut de conservation UICN

 CR B1+2c : 
En danger critique
Chloroleucon tortum est une espèce de plantes à fleurs de la famille des Fabaceae. C'est un arbuste ou un petit arbre trouvé en Amérique du Sud (Brésil, Paraguay).

## Publication originale
- Memoirs of The New York Botanical Garden 74(1): 146. 1996.